# Божурица
Вижте пояснителната страница за други значения на Божурица.
Божу̀рица е село в Северна България. То се намира в община Долна Митрополия, област Плевен.

## География
Божурица е село в Северна България. Намира се на 18 км от гр. Плевен. Река Вит дели селото на Ново и Старо село.

## История
Селото е разположено на пет хълма. По време на османската власт едната част е била турско гробище. Също така в селото е вилняла „черната смърт“. След епидемията от чума, земята в селото е била изорана от два бивола. Прадядото на щангиста Карлос Насар е роден в селото, Славчо Личев. Дългогодишен треньор на селския футболен клуб.

## Религии
Жителите на село Божурица са предимно православни християни.

## Културни и природни забележителности
В центъра на село Божурица е направен паметник с имената на ранените и загиналите в Междусъюзническата война. Предстои строежът на храм.

## Редовни събития
Редовен събор на селото, провеждан на 25 септември.
1. ↑  www.grao.bg
2. ↑  Славкова, Верка. Пра-леля му Верка, дъщеря и на Славчо. //   2024 г.